# Добровольський Віктор Опанасович
Віктор Опанасович Добровольський (нар. 21 січня (2 лютого) 1884, м. Тростянець Харківської губернії — 23 грудня 1963, м. Одеса) — український радянський вчений у галузі загального машинобудування, доктор технічних наук, професор, педагог, ректор Одеського політехнічного інституту.

## Біографія
В. О. Добровольський народився 21 січня (2 лютого) 1884 року в м. Тростянець Харківської губернії.
Після закінчення в 1902 році реального училища до 1908 року навчався у Харківському технологічному інституті.
Працював на Харківському паровозобудівному заводі. Через деякий час переїхав до Санкт-Петербурга, де працював на металічному заводі конструктором складального виробництва, а потім на будівництві залізниць. Був членом Південно-Російського товариства технологів. Був начальником механічного відділу Вологодсько-Архангельскої залізниці, викладачем прикладної механіки у Вологодському технічному залазничному училищі. Брав участь у революційному русі.
Стояв біля витоків індустріального інституту в Одесі. Був безпідставно заарештований. Перебуваючи у в'язниці, написав знаменитий підручник «Деталі машин».
В 1923 році присвоєно вчене звання професора, а в 1936 році присуджений науковий ступінь доктора технічних наук.
Під час фашистської навали в 1941 році В. О. Добровольський був евакуйований у Сталінград, де очолив механічний інститут. Згодом у Челябінську був директором механіко-машинобудівного інституту. В евакуації працював над важливими проблемами оборонної промисловості.
У 1928—1941, 1944—1946 роках завідував кафедрою деталей машин, був заступником директора (проректором) інституту з наукової роботи, а в 1946—1957 роках працював ректором Одеського політехнічного інституту. Приділяв багато уваги вихованню наукової зміни. Протягом 1944—1947 років працював консультантом по нестандартних конструкціях устаткування заводів при Чорноморпроекті.
З 200 дисертацій, захищених в Одеському політехнічному інституті до 1960 року, 135 виконано за тематикою кафедри, якою керув В. О. Добровольський.
Помер 23 грудня 1963 року в м. Одеса. Похований на 2 християнському кладовищі.

## Наукова діяльність
Займався вивченням підшипників кочення, питаннями тертя і змащення.
Був ініціатором багатьох цікавих і важливих досліджень, виконаних в галузі деталей машин і вантажопідіймальних машин співробітниками науково-дослідних установ країни. На кафедрі та науково-дослідній лабораторії велась широка робота експериментального характеру по голчастих підшипниках, грейферах, черв'ячних редукторах, підшипниках.
В його працях значну складову частину займають оригінальні дослідження автора та його учнів з болтових та зварних з'єднань, зубчастих коліс, валів, редукторів, ремінним передач.
В. О. Добровольський опублікував понад 160 робіт, у тому числі 10 фундаментальних підручників і посібників, і більше 30 різних книг. Автор першого посібника з курсу деталей машин українською мовою (Одеса, 1928 р..) та інших робіт.
Підготував 60 кандидатів і докторів технічних наук.

## Вибрані праці
- Деталі машин: їхня теорія, конструкція та розрахунок: підручник для інститутів та технікумів механічного фаху.- Одеса: ДВУ, 1928.- 516 с.
- Примерные расчеты деталей машин: сборник числовых примеров с подробніми решениями, вспомогательніми данными, формулами и таблицами: пособие для конструкторов. — О. : Одесполиграф, 1928. — 276 с.
- Збірник конструкцій з деталей машин: у 6 віп. — К.. — Х.: ДНТВУ. — 1932—1935.
- Ременная передача: теория, конструкция, расчеты, монтаж. — Х. ; К. : Гостехиздат, 1934. — 218 с.
- Приклади розрахунків деталей машин: посіб. для конструкторів. — Х., К. : Держтехвидав України, 1934. — 204 с.
- Голчасті підшипники: конструкція, розрахунки, виробництво, монтаж і догляд. — Одеса: Чорноморська комуна, 1935. — 172 с.
- Задачи по деталям машин: пособие для конструкторов и студ. — 2-е изд. — М. : Машметиздат, 1936. — 285 с.
- Детали машин. Теория, конструкция и расчёты: учеб. пособие для машиностроит. втузов. — М. : Машгиз, 1938. — 638 с.
- Основные принципы конструирования современных машин. — К. — М.: Машгиз, 1956. — 109 с.

## Нагороди
- 2 ордени Леніна
- орден Трудового Червоного Прапора (21.02.1944 р.)
- медалі «За оборону Сталінграда», «За перемогу над Німеччиною у Великій Вітчизняній війні 1941—1945 рр»., «За доблесну працю у Великій Вітчизняній війні 1941—1945 рр.».
- Заслужений діяч науки і техніки РРФСР (1944 р.)